# Hosabijjanabella, Sira
Hosabijjanabella là một làng thuộc tehsil Sira, huyện Tumkur, bang Karnataka, Ấn Độ.